# No Quarter (film)
No Quarter è un cortometraggio muto del 1915 diretto da Frank Cooley. Prodotto dalla Beauty (American Film Manufacturing Company) su un soggetto di Virginia Whitmore, il film aveva come interpreti Virginia Kirtley, Joe Harris, Webster Campbell, Fred Gamble.

## Trama
Data la somma esorbitante della bolletta della luce a gas ed elettrica, la signora Smith segue il consiglio da un impiegato della società di installare dei contatori prepagati che, per funzionare, richiedono pezzi da 25 centesimi.
 
Qualche tempo dopo, gli Smith danno una cena per il fidanzamento della figlia Peggy con Reggie Ruggles. Mentre si sta preparando la cena, la fornitura di gas si esaurisce e la signora Smith, presa dalla frenesia, si rivolge agli ospiti per i 25 centesimi necessari a ripristinarla ma nessuno può aiutarla. Cerca allora di usare un pulsante del contatore ma senza successo. L'arrivo dell'inviato della compagnia non risolve il problema perché, trovando il tasto bloccato, il tecnico accusa l'infrazione delle regole dell'azienda.

La cena, comunque, anche se bruciata, viene servita grazie a rimedi fantasiosi mentre però le luci elettriche cominciano a declinare pure loro pericolosamente verso il buio. L'oscurità cala ma alla fine si riesce a pagare in anticipo il prossimo trimestre della bolletta. Nel frattempo, la crisi energetica ha portato alla separazione tra Peggy e il fidanzato, a diversi equivoci e rivelazioni e alla rottura tra una zia nubile e un suo corteggiatore.

Il giorno seguente, le cose si ricompongono, tutti si perdonano a vicenda e il signor Smith torna a casa con una congrua provvista di monetine da 25, causa di tutti quei problemi.

## Produzione
Il film fu prodotto dalla American Film Manufacturing Company.

## Distribuzione
Distribuito dalla Mutual, il film - un cortometraggio in una bobina - uscì nelle sale statunitensi il 27 aprile 1915.